# 埼玉県道109号新座和光線

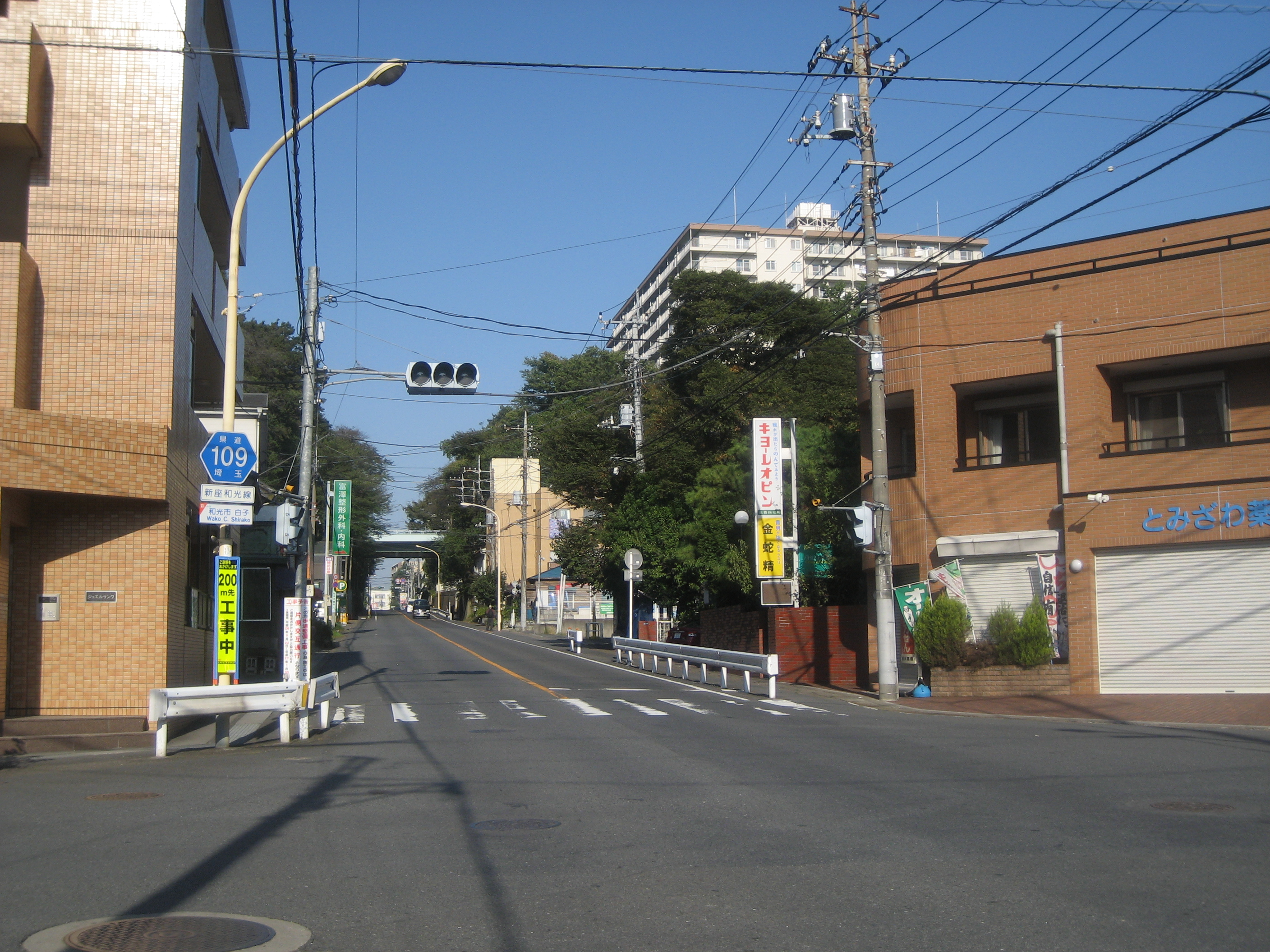
和光市白子付近

埼玉県道109号新座和光線（さいたまけんどう109ごう にいざわこうせん）は、埼玉県新座市の英ICから東京都練馬区の東埼橋交差点へ至る一般県道である。埼玉県内での通称は「旧川越街道」（東京都内は公式愛称なし）。

## 概要

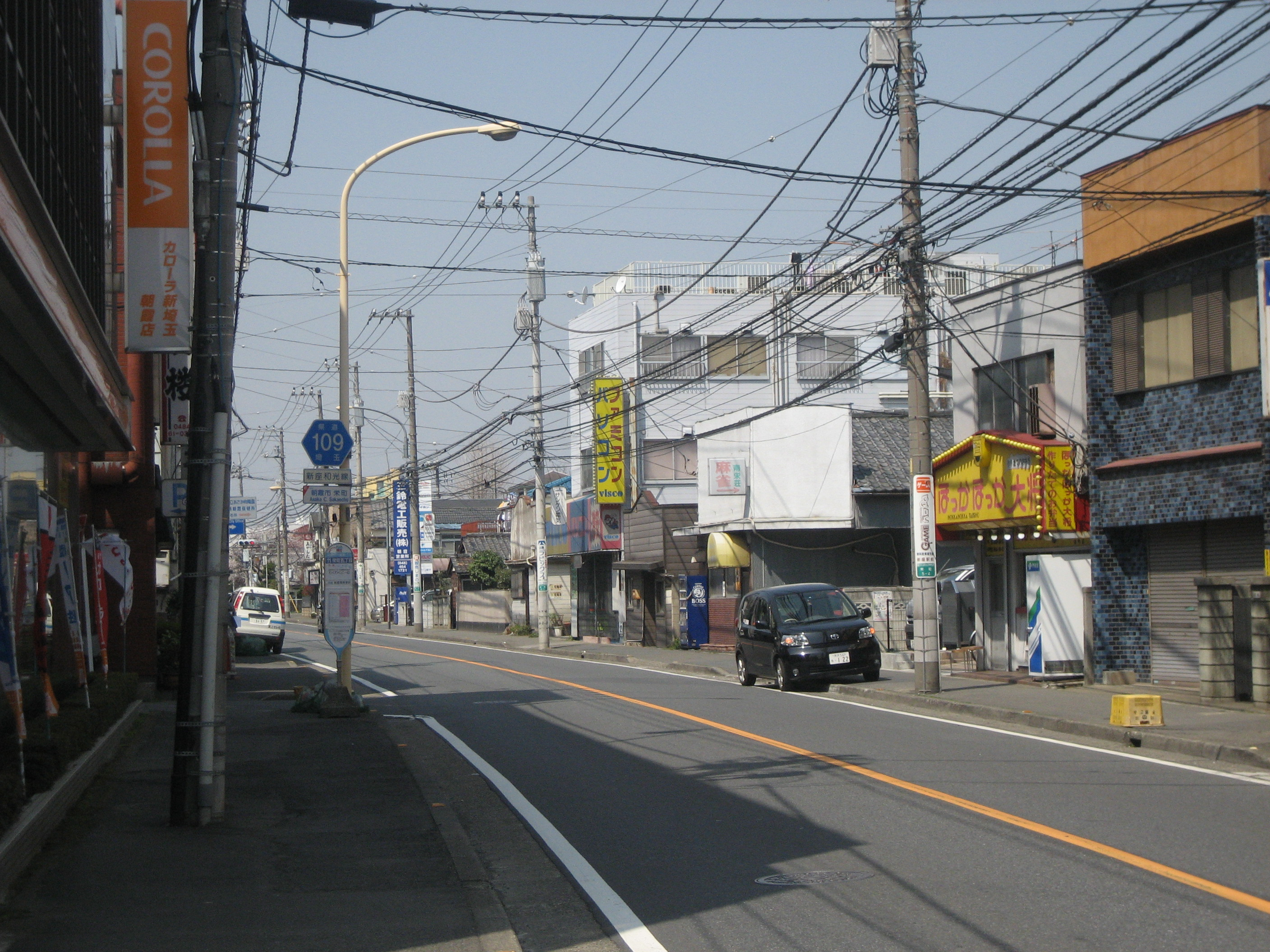
埼玉県朝霞市栄町付近

終点の東埼橋交差点は東京都練馬区に属するが（都県境は同交差点に近接する東埼橋の中央部分）、埼玉県内完結の路線として扱われており都道区間はない（都道109号は欠番）。
かつては主要地方道東京川越線、1963年（昭和38年）の第3次二級国道指定後は国道254号の一部で、当時の通称は「川越街道」であったが新座バイパス開通時に県道に降格し、「川越街道」の通称は同バイパスに移された。当路線は上述のように「旧川越街道」「旧川」と呼ばれているが江戸時代の道筋ではなく、白子宿通り（当路線とは和光白子郵便局の前で交差）、大坂通り、浅久保通りなどが江戸時代の川越街道である。
- 起点：埼玉県新座市大和田 英IC
- 終点：東京都練馬区旭町 東埼橋交差点

## 路線状況
新道に比べると幅員は狭いが、切り通しによって勾配の緩やかな道路付けになっており、歩行者や自転車が通りやすい。和光市白子（白子坂下）では豊富な湧水があり、さらに北上すると旧家が点在するなど、新道にはない風景が広がっている。

### 支線
起点の英インターチェンジは和光方面から直接入ることはできない。全線に渡り片側一車線の対面通行になっているが、和光方面から走ると英インター直前で新道（国道254号）の築堤とインターから当県道への一方通行に阻まれる形で行き止まりとなる。そのため同道と新道を結ぶ下記の支線が存在する。
- 埼玉県新座市大和田一丁目「大和田中町交差点」（本線交点・埼玉県道113号川越新座線交点） - 大和田一丁目「大和田交差点」（国道254号交点）[3]

### 重複区間
- 埼玉県道113号川越新座線（埼玉県新座市大和田一丁目「大和田中町交差点」 - 大和田一丁目「大和田交差点」）※支線
- 埼玉県道36号保谷志木線（膝折町四丁目交差点 - 名称無し交差点（膝折町三丁目・四丁目境））
- 埼玉県道79号朝霞蕨線（膝折町二丁目交差点 - 幸町二丁目交差点）

## 地理

### 通過する自治体
埼玉県新座市 - 朝霞市 - 和光市 - 東京都練馬区

### 交差する道路
| 交差する道路                                      | 交差する道路                                      | 交差点名                  | 所在地 | 所在地 |
| ------------------------------------------------- | ------------------------------------------------- | ------------------------- | ------ | ------ |
| 国道254号（川越街道） 川越・富岡・松本方面        |                                                   |                           |        |        |
| 国道463号（浦和所沢バイパス）国道254号・国道463号 | 国道463号（浦和所沢バイパス）国道254号・国道463号 | 英IC                      | 埼玉県 | 新座市 |
| 国道254号新座バイパス（川越街道）                 |                                                   | 英IC                      | 埼玉県 | 新座市 |
| 支線                                              | 埼玉県道113号川越新座線                           | 大和田中町                | 埼玉県 | 新座市 |
| 埼玉県道40号さいたま東村山線（志木街道）          | 埼玉県道40号さいたま東村山線（志木街道）          | 野火止上                  | 埼玉県 | 新座市 |
| -                                                 | 埼玉県道36号保谷志木線（三原通り）                | 膝折町四丁目              | 埼玉県 | 朝霞市 |
| 埼玉県道36号保谷志木線                            | -                                                 |                           | 埼玉県 | 朝霞市 |
| -                                                 | 埼玉県道79号朝霞蕨線（ひざおり通り）              | 膝折町二丁目              | 埼玉県 | 朝霞市 |
| 国道254号新座バイパス（川越街道）                 | -                                                 | 幸町二丁目                | 埼玉県 | 朝霞市 |
| （城山通り）                                      | （城山通り）                                      | 幸町三丁目                | 埼玉県 | 朝霞市 |
| 埼玉県道108号東京朝霞線（公園通り）               | （公園通り）                                      | 中央公園前                | 埼玉県 | 朝霞市 |
| （清水通り）                                      | 埼玉県道112号和光志木線（清水通り）               | 本町小学校前              | 埼玉県 | 和光市 |
| 埼玉県道88号和光インター線 C3東京外環自動車道     | 埼玉県道88号和光インター線 C3東京外環自動車道     | 第三小学校前歩道橋        | 埼玉県 | 和光市 |
| 埼玉県道88号和光インター線 C3東京外環自動車道     | 埼玉県道88号和光インター線 C3東京外環自動車道     | ※接続無し（オーバーパス） | 埼玉県 | 和光市 |
| （白子宿通り）                                    |                                                   |                           | 埼玉県 | 和光市 |
| 埼玉県道68号練馬川口線（笹目通り）                | 埼玉県道68号練馬川口線（笹目通り）                | ※接続無し（アンダーパス） | 埼玉県 | 和光市 |
| 国道254号新座バイパス（川越街道）                 | -                                                 | 東埼橋                    | 東京都 | 練馬区 |
| 国道254号（川越街道） 池袋・春日・本郷方面        |                                                   |                           |        |        |

### 交差する鉄道・河川
- 武蔵野線（新座駅 - 北朝霞駅間）
- 野火止用水
- 黒目川（黒目川橋）
- 越戸川
- 白子川（東埼橋）

### 沿道の施設等
新座市
- 英インターチェンジ
- 新座大和田郵便局
- 新座市立大和田小学校
- 新座駅（JR武蔵野線）
- 凸版印刷朝霞工場

朝霞市
- 朝霞警察署
- 朝霞中央公園
- 朝霞市立朝霞第四中学校

和光市
- 東京メトロ和光検車区
- 和光市駅（東武東上線・東京メトロ有楽町線・東京メトロ副都心線）
- 和光市立和光第三小学校
- 本田技術研究所
- 朝霞警察署和光交番